# Schelklingen (Landschaftsschutzgebiet)
Das Landschaftsschutzgebiet Schelklingen ist ein mit Verordnung der Unteren Naturschutzbehörde beim Landratsamt Alb-Donau-Kreis vom 20. Juni 2001 ausgewiesenes Landschaftsschutzgebiet (LSG-Nummer 4.25.121).

## Lage und Beschreibung
Das rund 4395 Hektar große Gebiet liegt westlich von Schelklingen in den Tälern der Ach und der Schmiech. Das Gebiet gehört zu den Naturräumen Mittlere Kuppenalb und Mittlere Flächenalb.
Laut Steckbrief handelt es sich um die Tallandschaft des Ach- und Schmiechtales mit Seitentälern und angrenzende Hochflächen der Schwäbischen Alb und Hochsträß; Talschlinge des „Urdonautals“ im Umgebungsbereich des Schmiechener Sees, mit charakteristischen, landschaftsbildprägenden und ökologisch wertvollen Kulturlandschaftselementen wie Feldhecken, Feldgehölze, Feldraine, Steinriegel, Einzelbäume, Baumgruppen, Streuobstwiesen, Magerrasen, Wacholderheiden, Felsen, Höhlen, Gewässerläufe, Ufergehölze, Röhrichte, Quelltöpfe und Hülen; ästhetisch ansprechender Freiraum für die lokale und regionale Erholungsnutzung. Das Landschaftsschutzgebiet umgibt das Naturschutzgebiet Oberes Schmiechtal und das Naturschutzgebiet Schmiechener See reicht in das Landschaftsschutzgebiet hinein. Große Teile des Schutzgebiets gehören zum FFH-Gebiet Tiefental und Schmiechtal.

## Schutzzweck
Schutzzweck ist gemäß Schutzgebietsverordnung
- die Vielfalt, Eigenart und Schönheit der Tallandschaft des Ach- und Schmiechtales mit seinen Seitentälern und den angrenzenden Hochflächen der Schwäbischen Alb und des Hochsträß zu erhalten.
- die Vielfalt, Eigenart und Schönheit der ehemaligen Talschlinge des „Urdonautals“ im Umgebungsbereich des Schmiechener Sees zu erhalten.
- die charakteristischen, landschaftsbildprägenden und ökologisch wertvollen Kulturlandschaftselemente wie Feldhecken, Feldgehölze, Feldraine, Steinriegel, Einzelbäume, Baumgruppen, Streuobstwiesen, Magerrasen, Wacholderheiden, Felsen, Höhlen, Gewässerläufe, Ufergehölze, Röhrichte, Quelltöpfe und Hülen zu erhalten.
- die Landschaft als unverbauten und ästhetisch ansprechenden Freiraum für die lokale und regionale Erholungsnutzung zu erhalten.
- die vom Gesteinsabbau beanspruchten Landschaftsteile wieder so herzustellen, dass sie einen intakten Landschaftshaushalt und ein ansprechendes Landschaftsbild erhalten.